# Ювілей (фільм, 1977)
«Ювілей» (англ. Jubilee) — британський кінофільм, який поставив режисер-авангардист Дерек Джармен. Фільм вважають першим британським «панк-фільмом».

## Сюжет
Королеву Єлизавету I її астролог Джон Ді переносить до Лондона 1970-х років, занурений в розруху і хаос. Королева потрапляє на ювілей Єлизавети II, але, та померла, Букінгемський палац перетворено на студію звукозапису, а поліціянти займаються сексом один з одним або б'ють молодих хлопців.

## В ролях
| Актор          |   | Роль        |
| -------------- | - | ----------- |
| Дженні Ранейкр | • | Єлизавета I |
| Нелл Кемпбелл  | • | Крабс       |
| Тойя Віллкокс  | • | Мед         |
| Джордан        | • | Еміл Нітрит |
| Ян Чарльсон    | • | Ангел       |
| Лінда Спур'є   | • | Вів         |
| Ніл Кеннеді    | • | Макс        |
| Річард О'Браєн | • | Джон Ді     |
| Девід Брендон  | • | Аріель      |